# Боялыч
Боялыч (лат. Xylosalsola; др.-греч. ξύλον, xylon — дерево и лат. Salsola — солянка) — род растений семейства Амарантовые (Amaranthaceae), распространённый преимущественно в пустынных и полупустынных областях Восточной Европы, Западной, Центральной и Восточной Азии.

## Ботаническое описание
Полукустарники, кустарники или деревья, голые или покрытые сосочками, часто с пучками извилистых простых волосков в пазухах листьев и прицветников. Кора светло-серая; ветви белые, немного блестящие. Листья очерёдные, вальковатые или узколинейные, мясистые, 5—35 мм длиной и 0,8—2,5 мм шириной, в основании расширенные и беловатые, выше него с перетяжкой, на конце тупые, острые или с неколючим остроконечием до 0,2 мм длиной.
Цветки обоеполые, одиночные, в пазухах листовидных прицветников, по бокам с 2 травянистыми прицветничками, собраны в верхушечные колосовидные соцветия. Листочков околоцветника 5, свободные, ланцетные, плёнчатые и обычно тупые, при плодах развивающие на спинке хорошо развитые поперечные крылья розового или белого цвета (впоследствии буреющие) с довольно тесно сближенными жилками. Тычинок 5; нити сильно расширенные; пыльники с ланцетным или продолговато-яйцевидным придатком на верхушке. Завязь с 2 шиловидными рыльцами. Плоды сухие, горизонтально расположенные, в верхней части более плотные. Семена с горизонтальным зародышем.

## Таксономия
Xylosalsola Tzvelev, Укр. бот. журн. 50 (1): 81 (1993), nom. nov.
Род выделен из рода Salsola L.

### Синонимы
- Salsola sect. Anchophyllum Iljin (1936), nom. illeg.
- Salsola sect. Arbuscula Ulbr. (1934)
- Salsola sect. Coccosalsola subsect. Arbuscula (Ulbr.) Botsch. (1976)

### Виды
Род включает 4 вида:
- Xylosalsola arbuscula (Pall.) Tzvelev — Боялыч деревцевидный, или Боялыч древовидный
- Xylosalsola chiwensis (Popov) Akhani & Roalson — Боялыч хивинский
- Xylosalsola paletzkiana (Litv.) Akhani & Roalson — Боялыч Палецкого
- Xylosalsola richteri (Moq.) Akhani & Roalson — Боялыч Рихтера